# Spark Capital
Spark Capital è un'azienda di venture capital statunitense con filiali a Boston, New York e San Francisco, Nel suo portfolio ci sono Twitter (entrata in borsa con un'IPO nel 2013), Tumblr (venduta a Yahoo!), Foursquare, StackExchange, Academia.edu e altre società.